# Nicolas-Claude-Joseph Godelle
Pour les articles homonymes, voir Godelle.
Nicolas-Claude-Joseph Godelle, né à Aubenton le 13 septembre 1773 et mort à Soissons le 15 septembre 1842, est un médecin français du début du XIXe siècle, principalement connu en tant qu'« antiquaire » (archéologue) et étymologiste amateur.

## Biographie
Entré en qualité de sergent-major dans la huitième compagnie du 4e bataillon de Volontaires de l'Aisne en août 1792, le jeune Godelle fait la campagne de Champagne puis celle de Belgique sous le commandement de Dumouriez. Nommé sous-lieutenant en mai 1793, il intègre avec son bataillon l'armée du Nord l'année suivante. Blessé par un coup de feu à l'articulation du genou droit lors de la bataille de Fleurus, le 26 juin 1794, il est admis à la retraite à l'âge de vingt ans.
Godelle étudie alors la médecine et obtient son diplôme de docteur le 24 octobre 1804. Il s'établit tout d'abord à Vervins, où il lutte contre le typhus, puis à Soissons. En mars 1814, pendant le siège de Soissons, il est nommé médecin-en-chef de l'Hôtel-Dieu de cette ville. À cette occasion, sa conduite lui vaut d'être décoré de la Légion d'honneur par décret impérial du 11 avril 1815 (confirmé en 1831). Le docteur Godelle est l'auteur de plusieurs mémoires, portant notamment sur les épidémies et le goître, parus pour la plupart dans la Bibliothèque médicale.

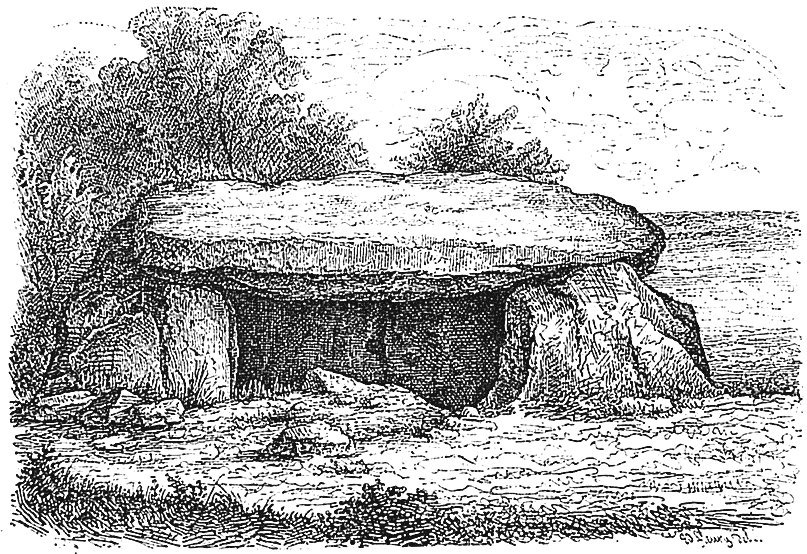
Le dolmen de la Pierre Laye, découvert par Godelle en 1840 (gravure d'Édouard Fleury, 1877).

Passionné d'histoire et d'archéologie, le docteur Godelle effectue des recherches sur les monuments antiques du Soissonais et fait paraître des articles dans le Courrier de l'Aisne, l’Observateur soissonais et l’Argus soissonais. En 1821, il s'intéresse à la « pierre d'Isis », un petit monument romain consacré à Isis et Sérapis, découvert au XVIIe siècle, qui se dégradait alors dans la cour de l'Hôtel-Dieu et qu'il fera placer quelques années plus tard au musée de la ville. Il étudie les voies romaines et leurs bornes milliaires et se passionne pour les découvertes effectuées à l'emplacement du « château d'albâtre ». En 1838, il publie une brochure intitulée Inductions philologiques sur l'origine et l'étymologie de la ville de Soissons.
En 1840, après avoir découvert le dolmen de la Pierre Laye à Villers-la-Fosse (commune de Vauxrezis), Godelle est nommé membre de la Commission des antiquités départementales.
S'intéressant également à l'histoire médiévale, il voit dans le lieu-dit de Vignolles (commune de Courmelles) le lieu de naissance du chef de guerre Étienne de Vignolles, dit La Hire. L'un de ses derniers travaux est une étude des bas-reliefs Renaissance provenant du château de Septmonts.
Époux de Marie-Thérèse Hennequin (1780-1836), native de Mauregny-en-Haye, Godelle a un fils (mort en 1831) et une fille, qui est la mère de l'historien Tibulle Hamont.
Mort le 15 septembre 1842 au no 3 de la rue Saint-Léger, à Soissons, le docteur Godelle est inhumé dans cette ville.

## Sources bibliographiques
- Émile Collet, « Le docteur Godelle archéologue », Bulletin de la Société archéologique, historique et scientifique de Soissons, t. XI, 1880, p. 257-291.